# Lord luogotenente dello Yorkshire
La carica di lord luogotenente dello Yorkshire fu dal 1586 al 1642 una carica onorifica di una luogotenenza cerimoniale inglese. Dal 1642 al 1660 l'incarico rimase vacante a causa della guerra civile e, dopo la restaurazione, il territorio venne suddiviso in tre luogotenenze differenziate che permangono ai giorni nostri: lord luogotenente dell'East Riding dello Yorkshire, lord luogotenente del North Riding dello Yorkshire e lord luogotenente del West Riding dello Yorkshire.

## Lord luogotenenti dello Yorkshire
- Henry Hastings, III conte di Huntingdon 1586–1595

vacante
- Thomas Cecil, II barone Burghley 1599–1603
- Edmund Sheffield, III barone Sheffield 1603–1619
- Emanuel Scrope, I conte di Sunderland 1619–1628
- Thomas Wentworth, I conte di Strafford 1628–1641
- Thomas Savile, I visconte Savile 1641
- Robert Devereux, III conte di Essex 1641-1642